# دینا نولان
دینا نولان (روسی: Деанна Нолан؛ زادهٔ ۲۵ اوت ۱۹۷۹) بازیکن بسکتبال اهل ایالات متحده آمریکا است.